# Pseudotraduzione
Una pseudotraduzione (o traduzione fittizia) è un'opera letteraria originale che l'autore decide di presentare come testo tradotto da un'altra lingua.

## Caratteristiche
Secondo Anton Popovič, “le false traduzioni sono un tipo di strategia autoriale che, nella comunicazione, sfrutta l'opposizione semiotica proprio versus altrui (naturalizzazione-esotizzazione)”: in pratica, l'autore cerca di far sembrare il proprio testo un metatesto (cioè il frutto di una traduzione) anche se non lo è, sfruttando l'idea di “esoticità” che la presunta qualifica di “traduzione” porta con sé.
Ci sono vari motivi per cui un autore può decidere di pubblicare una pseudotraduzione. Secondo Popovič, “gli pseudotraduttori sfruttano di norma l'ondata di interesse per una cultura e la congiuntura favorevole dei contatti culturali”: viene citato l'esempio (già proposto da Yurij Masanov) di svariati romanzi russi che nei primi dell'Ottocento venivano fatti passare per traduzioni di opere di Ann Radcliffe, esponente della letteratura gotica inglese molto popolare all'epoca.
La motivazione può essere anche politica e propagandistica: un esempio (riportato fra gli altri da Gideon Toury e da David Bellos) è quello di Dzhambul Dzhabayev (1846-1945), un anziano cantante folk kazako a cui fu attribuito, nei primi decenni dell'era sovietica, un gran numero di poesie che lodavano il regime. Dzhabayev (al contrario di altri casi di pseudotraduzione) è effettivamente esistito, ma queste poesie filosovietiche “tradotte” dal kazako erano in realtà opera di scrittori russi al servizio del regime, che mirava a consolidare il suo dominio culturale sulle Repubbliche sovietiche.
Si può ricorrere a una pseudotraduzione anche per sfuggire alla censura, o comunque per introdurre temi o forme letterarie nuove, che se fossero presentate come originali potrebbero essere recepiti come controversi o non opportuni dalla cultura ricevente. Fautore di questa ipotesi è Gideon Toury, che sostiene che le traduzioni fittizie siano anche utili per capire la posizione che riveste la traduzione in una certa cultura.
Nel saggio Is That a Fish in Your Ear?, David Bellos sottolinea che tutti questi casi di pseudotraduzione, spesso venuti alla luce solo dopo molti anni, fanno leva sulla convinzione di molti lettori di saper distinguere un originale da una traduzione, dimostrando quanto questa sia infondata.

## Esempi di pseudotraduzione
Oltre ai casi sopracitati, ecco altri esempi più o meno celebri di pseudotraduzione:
- I Canti di Ossian (1762), attribuiti a un leggendario bardo scozzese, erano in realtà opera dello scrittore James Macpherson,  che finse di averli tradotti dal gaelico.
- Le Lettere di una monaca portoghese, di autore anonimo, apparse per la prima volta in francese nel 1669, furono a lungo attribuite a una suora francescana portoghese, Mariana Alcoforada. Molti ritengono invece che siano opera di Gabriel-Joseph de Lavergne, conte di Guilleragues e amico del drammaturgo Jean Racine.
- Il castello di Otranto di Horace Walpole (1764), considerato il primo romanzo gotico, fu inizialmente presentato dall'autore come la traduzione di un manoscritto italiano del 1529.
- I neoplatonici di Luigi Settembrini (1858-1859).
- Le canzoni di Bilitide (1895), attribuite a una poetessa greca contemporanea di Saffo, sono in realtà opera di Pierre Louÿs, che le aveva “tradotte” in francese (il caso è citato da Lawrence Venuti).